# Макромолекула
Макромолекула е много голяма молекула често получена при полимеризацията на по-малки молекули. В биохимията терминът се прилага към четирите конвенционални биополимера (нуклеинови киселини, протеини, въглехидрати и липиди), но и към неполимерни молекули с голяма молекулна маса. Индивидуалните съставни молекули на макромолекулата се наричат мономери (mono=сам, meros=част).

## Използване
Терминът макромолекула е дело на Нобеловия лауреат Херман Щаудингер през 1920-те, но първата публикация в тази област споменава само високи-молекулярни съединения (над 1000 атома). По онова време понятието полимер има различно значение от днешното: с него се означава различна форма на изомеризъм (например бензен и ацетилен) и няма нищо общо с размера.
Използването на термина макромолекула варира при различните научни дисциплини. В биологията например това са четирите големи молекули, съставящи живите организми, в химията това могат да са агрегати на две или повече молекули, свързани по-скоро чрез междумолекулни сили, отколкото с ковалентна връзка, но които не дисоциират лесно.
Според стандартната дефиниция на IUPAC терминът макромолекула в науката за полимерите се използва само за единична молекула. Например макромолекула или полимерна молекула е подходящо използване, докато „полимер“ предполага химично вещество, съставено от макромолекули.
Поради големия си размер макромолекулите на могат да бъдат описани само със стехиометрията си. Прости макромолекули могат да се опишат като сума от индивидуалните мономери и общата молекулна маса. Сложните биологични макромолекули обаче се нуждаят от подробно структурно описание подобно на йерархичните структури, използвани за описание на протеините.